# Oscar Pino Hinds
Oscar Pino Hinds (* 26. Oktober 1993 in Havanna) ist ein kubanischer Ringer. Er wurde 2019 Vize-Weltmeister im griechisch-römischen Stil in der Gewichtsklasse bis 130 kg Körpergewicht.

## Werdegang
Oscar Pino Hinds begann als Jugendlicher 2004 mit dem Ringen. Er gehört dem Sportclub Cerro Pelado Havanna an und wurde bzw. wird hauptsächlich von Raul Trujillo trainiert. Er studierte an der Universität für Körperkultur und Sportwissenschaften „Manuel Fajardo“. Der 1,96 Meter große Athlet wiegt ca. 130 kg und betätigte sich bis 2018 nur im griechisch-römischen Stil, seit 2019 auch im freien Stil.
Auf der internationalen Ringermatte erschien er erstmals 2015, als er beim Granma-Cup in Havanna in der Gewichtsklasse bis 130 kg Turniersieger wurde. Im Februar 2016 wurde er in Frisco/USA Sieger bei der Panamerikanischen Meisterschaft in der gleichen Gewichtsklasse. Bei den Olympischen Spielen 2016 in Rio de Janeiro vertrat Mijaín López Núñez die kubanischen Farben im griechisch-römischen Stil in der Gewichtsklasse bis 130 kg.
Der dreifache Olympiasieger Mijaín López Núñez pausierte nach den Olympischen Spielen in Rio de Janeiro, so dass Oscar Pino Hinds ab 2017 bei vielen internationalen Meisterschaften für Kuba an den Start gehen konnte. Im Mai 2018 wurde er in Lauro de Freitas (Brasilien) Sieger bei den Panamerikanischen Spielen. Im gleichen Jahr war er in Paris aus bei der Weltmeisterschaft im griechisch-römischen Stil am Start. Er verlor dort nach drei gewonnenen Kämpfen erst im Halbfinale gegen Rıza Kayaalp aus der Türkei und sicherte sich danach mit einem Sieg über Kiril Grischenko, Weißrussland, eine Bronzemedaille.
2018 siegte Oscar Pino Hinds bei den Zentralamerikanischen & Karibischen Spielen in Havanna und bei der Panamerikanischen Meisterschaft in Lima, wo er im Finale gegen den starken US-Amerikaner Robert Smith gewann. Bei der Weltmeisterschaft 2018 in Budapest besiegte er zunächst Swiadi Pataridse aus Georgien, verlor aber in seinem nächsten Kampf gegen den bei dieser Weltmeisterschaft in überragender Form antretenden Russen Sergei Semjonow. Da dieser das Finale erreichte, konnte Oscar Pino Hinds in der Trostrunde weiterringen, in der er sich mit Siegen über Alexander Tschernezki, Ukraine und Ex-Weltmeister Heiki Nabi aus Estland noch eine Bronzemedaille erkämpfte.
Im März 2019 trat Oscar Pino Hinds beim Team-Welt-Cup in Yakutsk erstmals bei einer internationalen Konkurrenz im freien Stil an. Er verlor dort in seinem ersten Kampf gegen Selimchan Chisrijew, Russland, siegte danach aber über Abdullah Omac, Türkei, Katsutoshi Kanazawa, Japan und Chuderbulga Dorjchand, Mongolei. Das kubanische Team belegte in Yakutsk den 5. Platz. Auch bei der panamerikanischen Meisterschaft in Buenos Aires startete er im freien Stil. Er verlor dort im Halbfinale gegen den US-Amerikaner Nick Gwiazdowski und erkämpfte sich danach mit einem Sieg über Eduardo Garcia Betanzos aus Mexiko eine Bronzemedaille. Bei den Panamerikanischen Spielen 2019 in Lima startete Mijain Lopez Nunez im griechisch-römischen Stil und Oscar Pino Hinds im freien Stil. Im Finale traf er wieder auf Nick Gwiazdowski, gegen den er wieder verlor. Bei der Weltmeisterschaft 2019 in Nur-Sultan startete Oscar Pino Hinds aber wieder im griechisch-römischen Stil. Er erreichte in Nur-Sultan das Finale, in dem er gegen Riza Kayaalp aus der Türkei nach Punkten verlor. Er wurde damit Vize-Weltmeister.
Im März 2020 startete Oscar Pino Hinds bei der Panamerikanischen Meisterschaft wieder im freien Stil, der ihm offensichtlich nicht so gut liegt, wie der griechisch-römische Stil. Er siegte in Ottawa zunächst über Charles Zachary Merrill aus Puerto Rico, unterlag dann aber sowohl gegen Bob Nelson aus den Vereinigten Staaten, als auch gegen Amarveer Dhesi aus Kanada. Im Kampf um die Bronzemedaille besiegte er dann noch Brandon Eloin Anguiano Flores aus Mexiko.
Bei den Panamerikanischen Meisterschaften 2022, die im mexikanischen Acapulco stattfanden, trat Pino wieder im „Greco“-Stil in der Gewichtsklasse bis 130 kg an. Er erreichte das Finale, besiegte in diesem den für Brasilien startenden Eduard Soghomonyan und wurde erneut Panamerikanischer Meister.

## Internationale Erfolge
| Jahr | Platz | Wettbewerb                                                     | Stil | Gewichtsklasse | Ergebnisse |
| ---- | ----- | -------------------------------------------------------------- | ---- | -------------- | --- |
| 2015 | 1.    | Granma-Cup in Havanna                                          | GR   | bis 130 kg     | vor Yasmani Acosta Fernandez, Kuba, Eduard Soghomonjan, Brasilien und Keldis Josef, Kuba |
| 2016 | 1.    | Panamerikanische Meisterschaft in Frisco/USA                   | GR   | bis 130 kg     | vor Eduard Soghomonjan, Toby Erickson, USA und Luciano Del Rio, Argentinien |
| 2016 | 3.    | Golden-Grand-Prix in Baku                                      | GR   | bis 130 kg     | hinter Ojan Nazarijani, Aserbaidschan und Kiril Grischenko, Weißrussland, gemeinsam mit Alexander Tschernezki, Ukraine                                                                       |
| 2017 | 1.    | Cerro-Pelado-International in Havanna                          | GR   | bis 130 kg     | vor Keldis Josef, Heiki Nabi, Estland und Edgaro Juan Lopez Morell, Puerto Rico |
| 2017 | 1.    | Panamerikanische Meisterschaft in Lauro de Freitas (Brasilien) | GR   | bis 130 kg     | vor Yasmani Acosta Fernandez, Chile, Edwin Jose Caraballo Cabrera, Venezuela und Robert Smith, USA                                                                                           |
| 2017 | 3.    | WM in Paris                                                    | GR   | bis 130 kg     | nach Siegen über Balint Lam, Ungarn, Meloslaw Metodiew, Bulgarien und Eduard Popp, Deutschland, einer Niederlage gegen Riza Kayaalp, Türkei und einem Sieg über Kiril Grischenko             |
| 2018 | 3.    | „Iwan-Poddubny“-Grand-Prix in Krasnojarsk                      | GR   | bis 130 kg     | hinter Sergei Semjonow und Witali Schtschur, beide Russland, gemeinsam mit Rafael Ziznaschwili, Russland                                                                                     |
| 2018 | 2.    | Cerro-Pelado-International in Havanna                          | GR   | bis 130 kg     | hinter Yasmani Daniel Lugo Cabrera, Kuba, vor Balint Lam und Franz Richter, Deutschland |
| 2018 | 1.    | Zentralamerikanische & Karibische Spiele in Havanna            | GR   | bis 130 kg     | vor Edgaro Juan Lopez Morell, Moises Salvador Perez Hellburg, Venezuela und Rafael Gilberto Perez Montes, Kolumbien                                                                          |
| 2018 | 1.    | Panamerikanische Meisterschaft in Lima                         | GR   | bis 130 kg     | vor Robert Smith, Luis Alberto Roman Barrios, Mexiko und Yasmani Acosta Fernandez |
| 2018 | 3.    | WM in Budapest                                                 | GR   | bis 130 kg     | nach einem Sieg über Swiadi Pataridse, Georgien, einer Niederlage gegen Sergei Semjonow und Siegen über Alexander Tschernezki und Heiki Nabi                                                 |
| 2019 | 1.    | „Takhti“-Cup in Teheran                                        | GR   | bis 130 kg     | vor Shahab Ghourehjili, Nourid Naveshi und Amir Ghasemi, alle Iran |
| 2019 | 1.    | Cerro-Pelado-International in Havanna                          | GR   | bis 130 kg     | vor Franz Richter, Rafael Gilberto Perez Montes und Juan Carlos Mordan, Dominikanische Republik                                                                                              |
| 2019 | 3.    | Panamerikanische Meisterschaft in Buenos Aires                 | F    | bis 125 kg     | nach Siegen über Catriel Muriel, Argentinien und Luis Felipe Vivenes Urbanaja, Venezuela, einer Niederlage gegen Nick Gwiazdowski, USA und einem Sieg über Eduardo Garcia Betanzos, Mexiko   |
| 2019 | 2.    | Panamerikanische Spiele in Lima                                | F    | bis 125 kg     | nach Siegen über Luis Felipe Vivenes Urbaneja und Antoine Braga Abou Jaoude, Brasilien und einer Niederlage gegen Nick Gwiazdowski                                                           |
| 2019 | 2.    | WM in Nur-Sultan                                               | GR   | bis 130 kg     | nach Siegen über Naveen Naveen, Indien, Heiki Nabi, Estland, Murat Ramonow, Kirgisistan und Amir Ghasemi und einer Niederlage gegen Riza Kayaalp                                             |
| 2020 | 1.    | Granma & Cerro-Pelado-International in Havanna                 | F    | bis 125 kg     | vor Ibrahim Torres, Kuba, Youssif Ibrahim Hemida, USA und Lazaro Silva, Kuba |
| 2020 | 3.    | Panamerikanische Meisterschaft in Ottawa                       | F    | bis 125 kg     | nach einem Sieg über Charles Zachary Merrill, Puerto Rico, Niederlagen gegen Anthony Robert Nelson, USA und Amarveer Dhesi, Kanada und einem Sieg über Brandon Eloin Anguiano Flores, Mexiko |
| 2022 | 1.    | Panamerikanische Meisterschaft in Acapulco                     | GR   | bis 130 kg     | nach Siegen über Tanner Farmer, USA, Yasmani Acosta, Chile, Edgardo López, Puerto Rico, und Eduard Soghomonyan, Brasilien                                                                    |

## Kubanische Meisterschaften
| Jahr | Platz | Stil | Gewichtsklasse | Ergebnisse                                           |
| 2019 | 1.    | GR   | bis 130 kg     | vor Angel Pacheco, Jeyser Samson und Felix Hernandez |
| 2019 | 1.    | F    | bis 125 kg     | vor Javier Cortina, Vladimir Calvo und Dbrain Torres |

Erläuterungen
- GR, Greco = griechisch-römischer Stil
- F = freier Stil
- WM = Weltmeisterschaft